# 1059 (szám)
Az 1059 (római számmal: MLIX) az 1058 és 1060 között található természetes szám.

## A szám a matematikában
A tízes számrendszerbeli 1059-es a kettes számrendszerben 10000100011, a nyolcas számrendszerben 2043, a tizenhatos számrendszerben 423 alakban írható fel.
Az 1059 páratlan szám, összetett szám, félprím. Kanonikus alakja 31 · 3531, normálalakban az 1,059 · 103 szorzattal írható fel. Négy osztója van a természetes számok halmazán, ezek növekvő sorrendben: 1, 3, 353 és 1059.
Az 1059 huszonegy szám valódiosztó-összegeként áll elő, ezek közül legkisebb a 2301.

## Csillagászat
- 1059 Mussorgskia kisbolygó